# Нескучное (Донецкая область)
Неску́чное (укр. Нескучне) — село в Великоновосёлковской поселковой общине Волновахского района Донецкой области Украины. С 14.01.2025 захвачено ВС РФ.

## Общие сведения
Село расположено на левом берегу реки Мокрые Ялы. Расстояние до центра общины составляет около 5 км и проходит по автодороге местного значения. Протяженность границ села: с севера на юг 1 км 847 м, с запада на восток 1 км 898 м. Площадь составляет 1.213 км.
Почтовый индекс — 85582. Телефонный код — 6243.

## История

### Периоды Российской империи и СССР
Деревня основана в 1800 году. К средам. 20 в. параллельно употребляли названия: Корфово, Корхово. Вблизи Нескучного обследовано более 10 курганов (3 тыс. до н. э. – 14 в.). На территории села сохранились древние скульптуры – каменные бабы . В среде. 19 в. барон О. Корф заложил Нескучненский лес (ныне ландшафт. заказник мест. значение). 1856-72 и 1880-83 здесь подолгу жил общественный и образовательный деятель, публицист Николай Корф . С октября 1941 по сентябрь 1943 был под нацистской оккупацией .
По данным на 1859 год в владельческом селе Александровского уезда Екатеринославской губернии проживало 193 человека (96 мужского пола и 97 — женского), насчитывалось 70 дворовых хозяйств, существовали 2 завода.
По переписи 1897 года количество жителей возросло до 831 человека (416 мужского пола и 415 — женского), из которых все — православной веры.
В 1908 году в селе Времивской волости Мариупольского уезда Екатеринославской губернии проживало 1369 человек (716 мужского пола и 653 — женского), насчитывалось 181 дворовое хозяйство.

### Период независимости Украины
17 июля 2020 года село вошло в состав Великоновоселковской поселковой общины Волновахского района.

### Российско-украинская война
В начале российского вторжения в Украину село было захвачено ВС РФ. 8 июля 2022 года Запорожская областная государственная администрация сообщила, что российские войска обстреляли собственные позиции у Нескучного.
Утром 7 июня начался штурм села и 11 июня 2023 года силами 7-го отдельного батальона «Арей» Украинской добровольческой армии 129-й бригады Сил территориальной обороны ВСУ село освобождено от ВС РФ.
14 января 2025 года Вооружённые силы РФ вновь заняли село.

## Население
На 2001 год население села составляло 733 человека, из них 85,95% отметили украинский родным языком, 13,78% - русский, 0,14% - гагаузский и греческий.

## Достопримечательности
В селе находится мемориальный музей-усадьба Владимира Ивановича Немировича-Данченко. Усадьба была родовым имением педагога и просветителя Николая Александровича Корфа. Он жил здесь с 1856 по 1872 год и с 1880 по 1883 год. После смерти Николая Александровича в эту усадьбу ежегодно на лето приезжал Владимир Иванович Немирович-Данченко вместе со своей семьёй.

## Местная власть
85500, Донецкая область, Волновахский район, СМТ Великая Новоселка, ул. Пушкина, 32.